# Діоксид вуглецю
Діокси́д вуглецю́, карбон(IV) оксид, вуглекислий газ, CO2 — тривка хімічна сполука, поширена в природних газах, що містять його в кількості від декількох відсотків до практично чистого вуглекислого газу. Безбарвний, не має смаку і запаху. Є кінцевим продуктом окиснення вуглецю, не горить, не підтримує горіння і дихання.
Щільність за нормальних умов становить 1,98 кг/м³ (в 1,5 рази важчий за повітря).
 
Токсична дія вуглекислого газу виявляється при його вмісті в повітрі 3–4 % і полягає в подразненні дихальних шляхів, запамороченні, головному болі, шумі у вухах, психічному збудженні, непритомному стані.

## Фізичні властивості
Газ без кольору і запаху, що є природною складовою атмосфери. Вуглекислий газ є продуктом спалювання викопного палива. Він має парникові властивості, тобто сприяє утриманню тепла на поверхні Землі і робить основний внесок у глобальне потепління.
При 20 °C в 1 об'ємі води розчиняється 0,88 об'ємів CO2. Водний розчин його має кислуватий смак. На відміну від монооксиду, діоксид вуглецю є солетворним оксидом — ангідридом карбонатної кислоти H2CO3.
Під тиском близько 60 атм. діоксид вуглецю при звичайній температурі перетворюється в рідину. У зрідженому стані у сталевих балонах його можна зберігати і транспортувати. При сильному охолодженні він перетворюється в снігоподібну масу (сухий лід), яка сублімує при -78,5 °С.
Діоксид вуглецю не підтримує дихання і горіння звичайних видів палива. Але речовини, що мають більше споріднення до кисню, ніж вуглець, можуть віднімати у нього кисень. Так, наприклад, запалена свічка гасне в атмосфері CO2, а запалена магнієва стрічка продовжує горіти:
- {\displaystyle {\ce {2Mg + CO_2 -> 2MgO + C}}}

Незначні кількості CO2 нешкідливі для людини і тварин, але при концентрації його в повітрі понад 3 % за об'ємом він стає шкідливим, а при 10 % і більше — смертельним.

## Застосування
У народному господарстві діоксид вуглецю широко застосовується в хімічній промисловості при виробництві соди, сечовини тощо, а також у виробництві цукру, вина, пива, для виготовлення газованої води і т. д. Широко відомі природні джерела діоксиду вуглецю у вигляді мінеральних вод «Нарзан», «Боржомі» та інші. Спресований твердий CO2 під назвою «сухий лід» застосовують для охолодження м'яса, риби і інших харчових продуктів, що швидко псуються. Сухий лід значно більше, ніж звичайний, знижує температуру і при випаровуванні не залишає ніякої рідини.
У техніці діоксид вуглецю одержують розкладанням карбонату кальцію:
- {\displaystyle {\ce {CaCO_3 ->[{t}] CaO + CO_2}}}

## Отримання
В лабораторних умовах його зазвичай одержують при дії хлоридної кислоти на мармур:
{\displaystyle {\ce {CaCO_{3}{+}2HCl->CaCl_{2}{+}CO_{2}\uparrow \ {+}H_{2}O}}}
У природі діоксид вуглецю постійно утворюється при найрізноманітніших процесах: горінні вугілля і інших видів палива, диханні, бродінні, гнитті тощо.
В даний час у світі використовуються три основні групи джерел сировини для отримання діоксиду вуглецю в промислових масштабах.
- До першої групи належать джерела сировини, використання яких забезпечує одержання чистого діоксиду вуглецю без спеціального обладнання для підвищення його концентрації. До цієї групи входять гази хімічних та нафтохімічних виробництв, гази спиртового бродіння на пивоварних, спиртових та гідролізних заводах із вмістом 92–99 % СО2.
- До другої групи належать джерела сировини, використання яких забезпечує одержання діоксиду вуглецю методом фракційної конденсації. До цієї групи входять гази малопоширених хімічних виробництв, із вмістом 80–95 % СО2.
- До третьої групи належать джерела сировини, використання яких забезпечує отримання чистого діоксиду вуглецю тільки за допомогою спеціального обладнання. До цієї групи входять продукти згоряння вуглецьвмісних речовин (природного газу, рідкого палива, коксу та інших) в котельнях, відхідні гази вапняних і цементних заводів, із вмістом 30–40 % СО2.

## У гірництві
При виділенні вуглекислого газу з підошви виробки і відсутності активного струменя повітря в нижній частині її можуть утворюватися застійні зони з високою концентрацією. В рудниковій атмосфері вуглекислий газ присутній завжди, бо утворюється у великій кількості за рахунок біохімічних та хімічних реакцій окиснення, що протікають в гірничих виробках. Зазвичай виділення природного вуглекислого газу в гірничі виробки незначні, винятками є виділення вуглекислого газу магматичного походження в деяких вугільних та калійних родовищах. Граничний допустимий вміст СО2 в шахтному повітрі 0,5–1 % (за об'ємом). При 10 % наступає непритомність, при 20–25 % — смертельне отруєння. Перша допомога при отруєнні полягає у винесенні потерпілого на свіже повітря, проведенні штучного дихання.